# Sbor dobrovolných hasičů Lázně Libverda

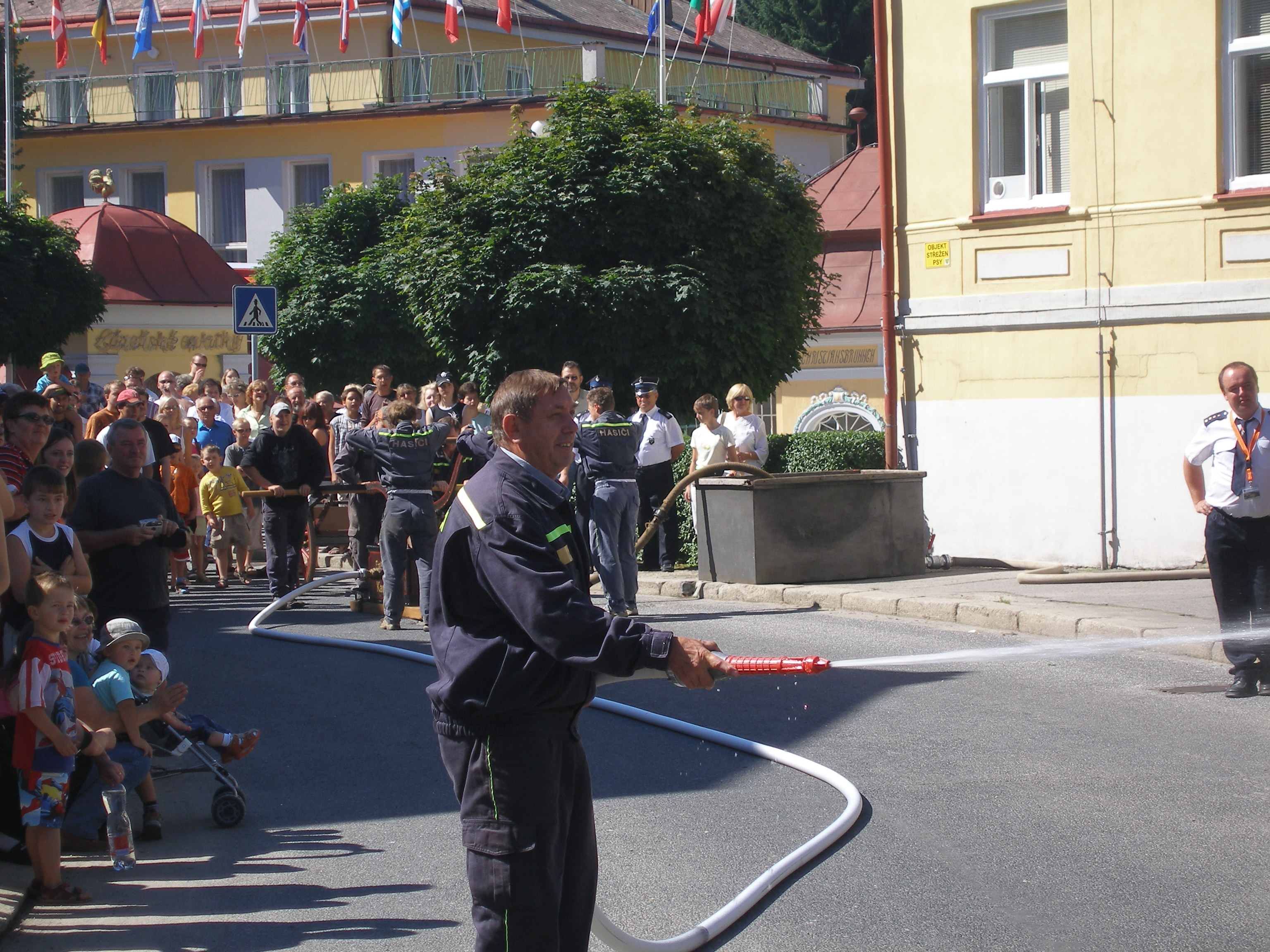
Hasiči Lázně Libverda během ukázkového zásahu při oslavách 625. výročí založení obce

Sbor dobrovolných hasičů Lázně Libverda je organizace pomáhající při požární ochraně jak v obci, tak také v okolí. Zajišťuje však i pomoc v případě nenadálých situací jakými jsou například odklízení následků sněhové kalamity či odstraňování popadaných větví ze stromů. Vedle toho navíc pořádá či spolupořádá obecní společenské akce. Velitelem je Václav Šnajdr.
Sbor byl založen roku 1884.

## Hasičská zbrojnice

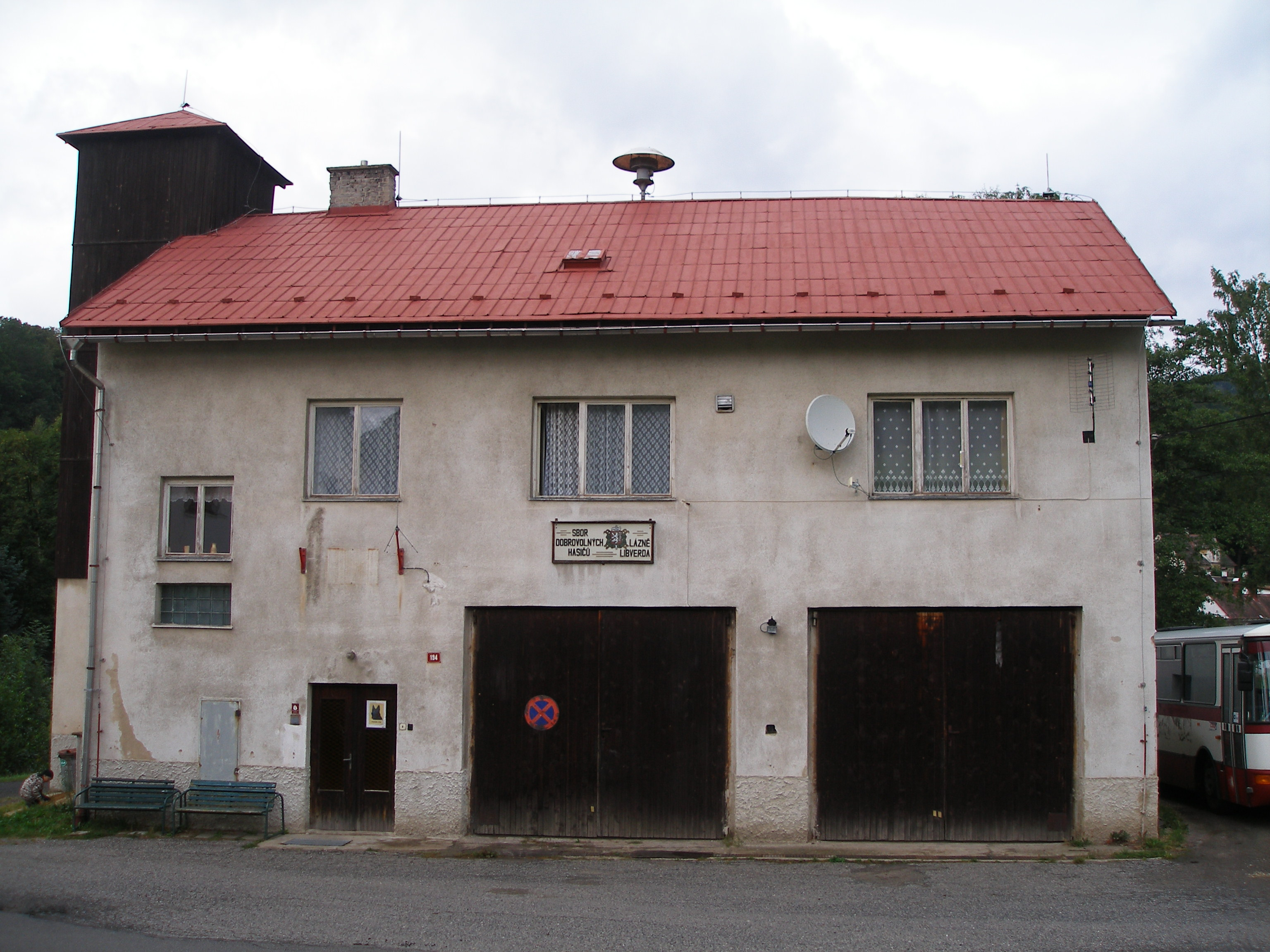
Hasičská zbrojnice v Lázních Libverdě

Dříve sbor sídlil v budově hasičské zbrojnice poblíž domu číslo popisné 49, kterou však opustil a ta vlivem řady let bez údržby spadla. Nyní využívá zbrojnici číslo popisné 194 disponující dvěma garážemi a věží.

## Soutěže
Libverdští dobrovolní hasiči se účastní řady místních, republikových či mezinárodních soutěží. Jsou jimi například:
- Soutěž o pohár starosty obce při příležitosti 125. let od založení sboru
- Memoriál Čeňka Pantůčka
- Hasičská soutěž v Trzebielu (Polsko)
- Soutěž o pohár starosty obce Bulovky, Memoriál Antonína Skály

## Technické vybavení
Sbor má k dispozici několik automobilů:
- Tatra T 148[4]
- Avia DA12 A31[5]
- Renault Trafic[6]

## Kontakty
- Adresa: Lázně Libverda 194
- Telefonní spojení: 482 322 156[7]